# كبريتية حليزنية بارنزية
كبريتية حليزنية بارنزية (بالإنجليزية: Sulfurospirillum barnesii)‏ هي نوع من البكتيريا، سلبية الغرام، تتبع الكبريتية حليزنية.